# 김경은 (바둑 기사)
김경은(金京垠, 2003년 4월 16일 ~ )은 대한민국의 바둑 기사이다.

## 약력
서울 출신으로 7세 경에 바둑에 입문하여 각종 어린이 대회에 출전했다. 장수영 사범의 권유로 본격적인 입단 준비를 했고 2015년부터 한국기원 연구생으로 활동했다. 2017년 제1차 여자입단대회를 통해 입단했다. 2017년 제22기 하림배 프로여자국수전 본선 8강과 제6기 하찬석국수배 영재바둑대회 본선 20강에 올랐고 2018년 엠디엠 한국여자바둑리그에 서귀포 칠십리 팀 제3주전으로 출전했다. 2018 크라운해태배 본선 32강에 오른 데 이러 2019년 제7기 하찬석국수배 영재바둑대회 본선 16강에 진출했다. 2023년에 4단으로 승단했다.